# قلعة أيسين (أيسين)
قلعة أیسین (بالفارسية: قلعه ایسین) هي قرية تقع في إيران في قسم أيسين الريفي. يقدر عدد سكانها بـ 1069 نسمة بحسب إحصاء 2016.